# ISO 14004
La norma ISO 14004 "Environmental management systems -- General guidelines on implementation," in italiano "Sistemi di gestione ambientale - Linee guida generali per l'implementazione", è una norma internazionale che fornisce delle linee guida per stabilire, attuare, mantenere attivo e migliorare un sistema di gestione ambientale che possa essere integrato nel processo principale di attività.
Le linee guida della presente norma sono applicabili a qualunque organizzazione indipendentemente dalle sue dimensioni, dalla tipologia, dalla localizzazione o dal livello di maturità. 
Le linee guida della presente norma sono coerenti con il modello del sistema di gestione ambientale ISO 14001.

## Storia
La ISO 14004 è stata sviluppata dall'ISO/TC 207/SC1  Environmental management systems, ed è stata pubblicata per la prima volta nel 1996, mentre la seconda edizione è del 2004. L'attuale edizione in vigore è la terza del 2016.. in Italia l'attuale edizione è stata recepita a marzo 2016 come UNI EN ISO 14004.
L'ISO/TC 207 è stato costituito nell'anno 1993.

## Principali requisiti della norma
La ISO 14004 adotta lo schema "ISO High Structure Level (HSL)" in 10 capitoli nella seguente suddivisione:
- 1 Scopo
- 2 Norme di riferimento
- 3 Termini e definizioni
- 4 Contesto dell'organizzazione
- 5 Leadership
- 6 Pianificazione
- 7 Supporto
- 8 Attività operative
- 9 Valutazione delle prestazioni
- 10 Miglioramento